# Groupe international de contact
Les Groupes internationaux de contact sont des organismes internationaux informels, non permanents, créés ad hoc, dans le but de coordonner les acteurs internationaux dans leur objectif de gérer une crise de paix et de sécurité dans un état ou une région (single-issue) spécifique. Ils sont fondés et formés par des États et/ou des organisations internationales ou organisations régionales. Ils n'ont pas de structures administratives propres, mais sont annoncés officiellement et se réunissent périodiquement. Depuis 1977, au moins 27 GIC ont été formés.
Voici quelques exemples de ces groupes :
- Groupe de contact occidental, Namibie, 1977
- Groupe de contact (Balkans) (1994)
- Groupe de contact international sur le Liberia (1996)
- Groupe international de contact pour la Libye (2015)
- Groupe de contact international sur le bassin du fleuve Mano (2002)
- Groupe de contact sur la piraterie au large de la Somalie (depuis 2008)
- Groupe des amis de la Syrie, un groupe de contact international pour la Syrie (Londres 11).
- Groupe de contact international sur la Somalie (depuis 1998)
- Groupe de contact international, faisant partie de l'accord-cadre sur le Bangsamoro (2009).
- Groupe de contact international sur le Venezuela (depuis 2019)

## Littérature
- I. Henneberg, 'International Contact Groups: Ad hoc coordination in international conflict management', in: South African Journal of International Affairs. Vol. 27, Nr. 4, 2020, p. 445-472. DOI: 10.1080/10220461.2020.1877190.
- M.P. Karns, ‘Ad Hoc Multilateral Diplomacy: The United States, the Contact Group, and Namibia,’in: International Organization 41, no. 1 (1987): 93–123
- C. Schwegmann,‘Modern Concert Diplomacy: The Contact Group and the G7/8 in Crisis Management,’ in: Guiding Global Order: G8 Governance in the Twentyfirst Century, ed. J.J. Kirton, J.P. Daniels, and A. Freytag (Ashgate, 2001), 93–121.
- K. Herbolzheimer and E. Leslie, Innovation in Mediation Support: The International Contact Group in Mindanao (2013).